# Claudia Ríos
Claudia Ríos Grotewold (Ciudad de México, 27 de enero de 1965) de nombre artístico Claudia Ríos es una primera actriz mexicana de cine, teatro y televisión y conocida por participar en varias telenovelas y series de la empresa Televisa, y del canal Cadenatres, además de desempeñarse como directora y docente de actuación y dramaturga.

## Biografía
Realizó sus estudios en el Centro de Arte Dramático, en la Escuela Nacional de Arte Teatral y en la carrera de Artes dramáticas de la Universidad Nacional Autónoma de México. Fue docente de actuación en CasaAzul de Argos Comunicación y El CEA de Televisa.

## Carrera
Su carrera como actriz inicia en el ámbito cinematográfico con varías películas como Un lugar en el sol, Tu hora esta marcada, La vida es tan hermosa aún así, entre otras.
En 2008 debuta en al ámbito televisivo con la serie de Capadocia interpretando el papel de Emilia. En 2010 participa en la telenovela de Las Aparicio con el personaje de Alicia.  
Al año siguiente en 2011 dio vida a María en la telenovela del entonces canal televisivo de CadenaTres El octavo mandamiento al lado de Sara Maldonado, Saúl Lisazo, Erik Hayser y entre otros y para el 2013 en la novela de Fortuna en una participación especial con el rol homónimo que interpretó anteriormente.   
En 2014 obtiene otro papel en la serie de Dos Lunas dando vida a Monica, así como para el 2015 en Señorita Polvora compartiendo créditos con la actriz protagonista Camila Sodi.  
En 2016 regresa de nueva cuenta a Televisa en El hotel de los secretos con el papel de Melibea y al lado de figuras como Irene Azuela, Erick Elías, Diana Bracho y Jorge Poza.
Por último en 2017 obtiene papeles recurrentes en las novelas de La doble vida de Estela Carrillo producida por Rosy Ocampo y Caer en tentación por la productora Giselle González.  

## Filmografía

### Televisión
| Año       | Título                           | Personaje                 |
| --------- | -------------------------------- | ------------------------- |
| 2024-2025 | Papás por conveniencia           | Jueza Pedroza             |
| 2023      | Eternamente amándonos            | Micaela Cornejo           |
| 2020-2021 | Vencer el desamor                | Levita Corona de Albarrán |
| 2017-2018 | Caer en tentación                | Personaje desconocido     |
| 2017      | Ingobernable                     | Niñera                    |
| 2017      | La doble vida de Estela Carrillo | "La Toña"                 |
| 2016      | El hotel de los secretos         | Melibea                   |
| 2016-2017 | Señorita Polvora                 | Madre de Gabriel          |
| 2014      | Camelia la Texana                | Hilda Gómez               |
| 2014      | Dos Lunas                        | Mónica Orozco             |
| 2013      | Fortuna                          | María Flores              |
| 2011      | El octavo mandamiento            | María Flores              |
| 2011      | Bienvenida realidad              | Señora Domínguez          |
| 2010      | Las Aparicio                     | Alicia                    |
| 2008      | Capadocia                        | Emilia                    |

### Cine
| Año  | Película                         | Personaje             |
| ---- | -------------------------------- | --------------------- |
| 2023 | Familia nacional                 | Ambrosia              |
| 2014 | Asteroide                        | Magdalena             |
| 2010 | Depositarios                     | Alma                  |
| 2009 | Euforia                          | Berta                 |
| 2006 | Ver llover                       | Personaje desconocido |
| 2005 | Turnable                         | María                 |
| 2000 | La vida es tan hermosa aún ahora | Guadalupe "Lupe"      |
| 1993 | Sánchez no se lo merece          | Karen                 |
| 1991 | Tu hora esta marcada             | Hilda                 |
| 1989 | Un lugar en el sol               | Mujer sola            |